# Nowy Dwór Gdański (gmina)
Nowy Dwór Gdański (do 1954 gmina Nowy Dwór) – gmina miejsko-wiejska w województwie pomorskim, w powiecie nowodworskim. W latach 1975–1998 gmina położona była w województwie elbląskim.
W skład gminy wchodzą 22 sołectwa: Gozdawa, Jazowa, Kępiny Małe, Kępki, Kmiecin, Lubieszewo, Marynowy, Marzęcino, Myszewko, Orliniec, Orłowo, Powalina, Rakowiska, Rakowo, Rychnowo Żuławskie, Solnica, Starocin, Stawiec, Stobna, Tuja, Wierciny, Żelichowo
Siedziba gminy to Nowy Dwór Gdański.
Według danych z 30 czerwca 2004 gminę zamieszkiwało 17 919 osób. Natomiast według danych z 31 grudnia 2019 roku gminę zamieszkiwało 17 695 osób.

## Struktura powierzchni
Według danych z roku 2005 gmina Nowy Dwór Gdański ma obszar 213 km², w tym:
- użytki rolne: 83%
- użytki leśne: 0%

Gmina stanowi 32,63% powierzchni powiatu.

## Demografia

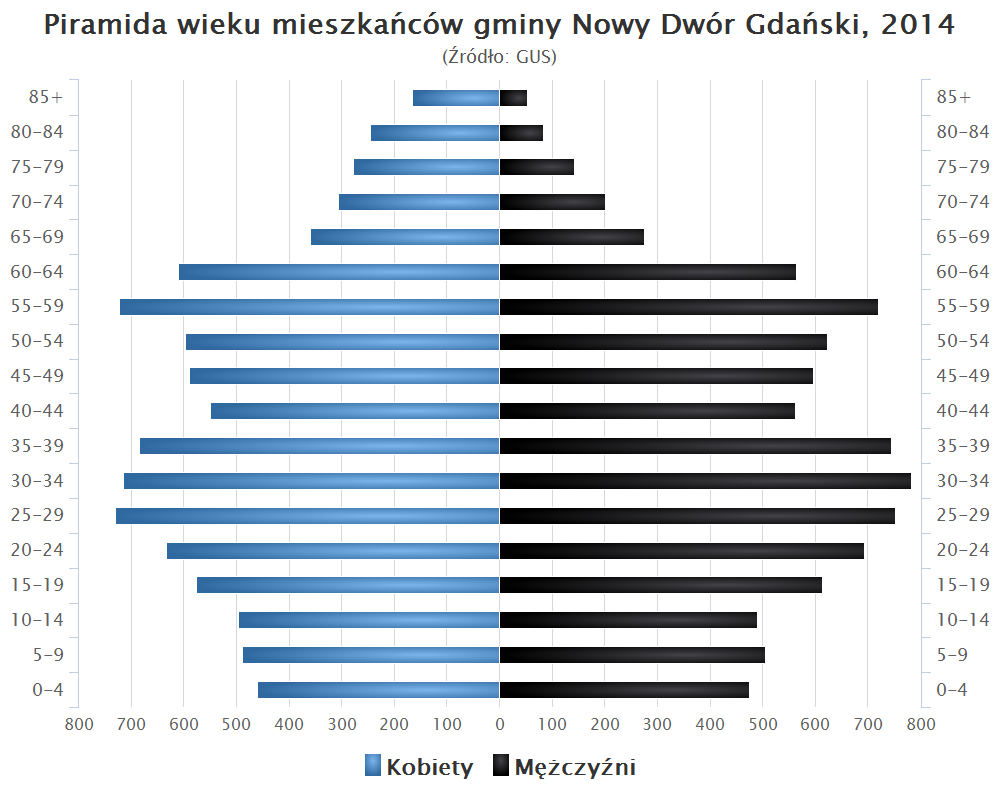
Piramida wieku mieszkańców gminy Nowy Dwór Gdański w 2014 roku

Dane z 30 czerwca 2004:
| Opis                              | Ogółem | Ogółem | Kobiety | Kobiety | Mężczyźni | Mężczyźni |
| --------------------------------- | ------ | ------ | ------- | ------- | --------- | --------- |
| jednostka                         | osób   | %      | osób    | %       | osób      | %         |
| populacja                         | 17 919 | 100    | 9132    | 51      | 8787      | 49        |
| gęstość zaludnienia (mieszk./km²) | 84,1   | 84,1   | 42,9    | 42,9    | 41,3      | 41,3      |

## Pozostałe miejscowości niesołeckie
Cyganka, Cyganek, Lubieszewo Pierwsze, Lubiszynek Drugi, Michałowo ze śluzą, Myszkowo, Nowinki, Orłówko, Osłonka, Piecewo, Piotrowo, Rakowe Pole, Różewo, Ryki, Suchowo, Wężowiec.

## Sąsiednie gminy
Elbląg, Gronowo Elbląskie, Nowy Staw, Ostaszewo, Stegna, Sztutowo